# Onthophagus koshunensis
Onthophagus koshunensis är en skalbaggsart som beskrevs av Vladimir Balthasar 1941. Onthophagus koshunensis ingår i släktet Onthophagus och familjen bladhorningar. Inga underarter finns listade i Catalogue of Life.